# Peña (musica)
La peña  è un termine utilizzato nel campo della musica per descrivere eventi informali o luoghi di incontro in cui artisti, musicisti, che seguono un comune filone musicale, si riuniscono per condividere e godere della musica. Il termine viene utilizzato nella musica folkloristica spagnola (dov'è conosciuta come peña flamenca) e sudamericana (peña folklórica). Una "peña" è comunque un'associazione o un gruppo di persone che partecipano insieme e con interessi comuni che possono fare riferimento anche a feste popolari o a attività gastronomiche, culturali o sportive, oltre che a musicali.

## Storia
La parola "peña" si riferisce più specificamente a un gruppo di individui che si riuniscono per un interesse comune, ha radici culturali profonde in diverse regioni di lingua spagnola, come Spagna, America Latina, Messico, Argentina e Cuba e il suo significato può variare leggermente in base al contesto. 
In Spagna e nell'America Latina, le peñas sono caratterizzate da serate musicali coinvolgenti, in cui il pubblico partecipa attivamente cantando, ballando e interagendo con gli artisti. In Messico, le peñas sono spazi dedicati alla musica regionale messicana, come la musica ranchera e la musica norteña, dove gli amanti del genere si riuniscono per ascoltare esibizioni dal vivo e socializzare. In Argentina, le peñas sono associate al movimento del "nuevo canción" o "nuevo folclore", promuovendo la musica folk e la cultura argentina. A Cuba, le peñas sono luoghi in cui i musicisti si incontrano per improvvisare e suonare insieme senza restrizioni. In Cile, in particolare, il termine descriveva un luogo dov'era possibile suonare e ascoltare musica popolare e dov'era possibile consumare cibi semplici e bevande, usualmente nell'ambito della Nueva Canción Chilena, il tipo di musica resa popolare da musicisti come Violeta Parra e Víctor Jara tra gli anni sessanta e settanta, come nel caso della celebre peña de los Parra, fondata dai figli di Violeta, Isabel e Ángel.
Oltre alle peñas musicali, esistono anche altri tipi di peñas che si dedicano a scommesse, giochi d'azzardo, gastronomia, cultura, sport ed associazioni studentesche, a seconda degli interessi comuni dei membri. Queste associazioni possono riunire persone con diverse passioni e interessi, creando una comunità in cui vengono celebrate le tradizioni, l'arte e l'intrattenimento. 
Ad esempio, le Peñas di San Fermín a Pamplona e le diverse Peñas a Saragozza o in altre località aragonesi sono esempi di peñas che organizzano attività durante tutto l'anno, in occasione delle festività o anche in altri momenti, rappresentando un fenomeno culturale significativo che valorizza la musica, la socialità e l'identità nelle diverse regioni di lingua spagnola.
A causa della sua associazione con il governo di Unidad Popular capeggiato da Salvador Allende, il concetto di peña è spesso associato alle istanze di giustizia sociale e alla cultura popolare.